# Rimsko-germanski muzej Köln
Rimsko-germanski muzej (RGM, njem.: Römisch-Germanisches Museum) je važan arheološki muzeju Kölnu. Posjeduje veliku zbirku predmeta iz rimskog perioda, iz rimskog naselja Colonia Claudia Ara Agrippinensium, na čijim je temeljima sagrađen moderni Köln. Muzej je izgrađen na mjestu rimske vile, s velikim Dionizijevim mozaikom na njegovom originalnom mjestu u podrumu a dio rimske ceste je odmah vani. U biti muzej je arheološka lokacija.
Uloga muzeja je i sačuvanje rimskog kulturnog nasljeđa grada Kölna i zato sadrži veliku zbirku predmeta s rimskih sahrana, kao i nadgledanje izgradnje kölnske podzemne željeznice i predmeta iskopanih tijekom radova na njoj.
Većina zbirki bila je smještena u Wallraf-Richartzovom muzeju do 1946. Na prednjoj strani muzeja je bivša sjeverna kölnska kapija s natpisom CCAA (Colonia Claudia Ara Agrippinensium).

## Muzej
Rimsko-germanski muzej, otvoren je 1974., nedaleko kölnske katedrale, ma mjestu gdje je bila vila iz 3. stoljeća.
Vila je otkrivena tek 1941. tijekom radova na skloništu za zaštitu od zračnih napada. Na podu viline glavne sobe nalazio se mozaik boga Dioniza. Pošto se mozaik nije mogao lako premjestiti, arhitekti Klaus Renner i Heinz Röcke dizajnirali su muzej oko mozaika. Unutarnja muzejska dvorišta oponašaju izgled stare vile. 
Osim mozaika koji datira između 220. i 230.g, tu je i rekonstruirana grobnica legionara Poblicius oko 40. godine. Tu je i velika zbirka Rimskog stakla, kao i rimski i srednjovjekovni nakit. Dosta predmeta je izloženo i iz svakodnevnog života rimskog Kölna, uključujući portrete (npr. rimskog imperatora Augustusa i njegove žene Livie Drusille), natpisi, posuđe, i arhitekturski fragmenti.
U noći 18. siječnja 2007. oluja Kyrill je razbila prozor muzeja, tako da je komad šperploče pao direkto na mozaik. Šteta je sanirana u roku tjedan dana.
Muzej posjeduje najveću svjetsku zbirku lokalno proizdvedenog stakla iz rimskog perioda.

## Galerija
- Rimsko-germanski muzej
- Komad antičke ceste
- Borba gladijatora i medvjeda
- Jupiter na tronu

## Vanjske poveznice
- Rimsko-germanski muzej  Arhivirana inačica izvorne stranice od 22. kolovoza 2007. (Wayback Machine)
- www.colonia3d.de, computer aided animations and renderings of CCAA by Köln International School of Design